# Monas Hieroglyphica

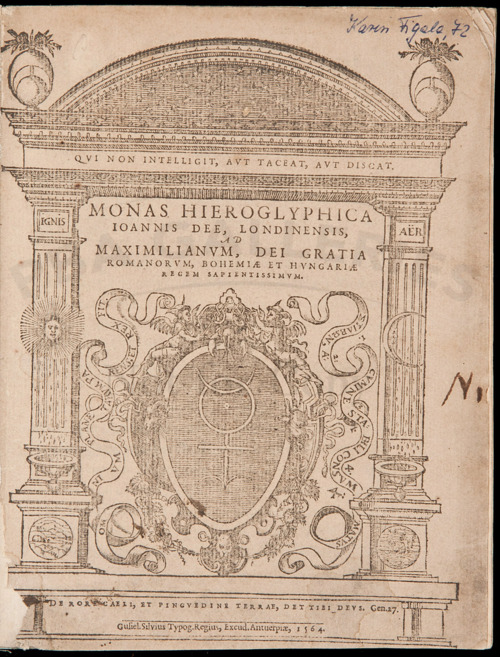
Couverture du livre de Monas Hieroglyphica

Symbole de Dee, dont il a expliqué le sens dans Monas Hieroglyphica comme représentant (de haut en bas): la lune; le soleil; les éléments; et le feu.

La Monas Hieroglyphica (ou Hiéroglyphique Monade) est un symbole ésotérique du temps inventé et conçu par John Dee, le mage élisabéthain de la cour et astrologue d'Élisabeth Ire d'Angleterre. C'est aussi le titre du livre de 1564 dans lequel Dee expose la signification de son symbole.
Le hiéroglyphe incarne la vision de Dee de l'unité du Cosmos et est un composite de divers symboles ésotériques et astrologiques. Dee a écrit un commentaire à ce sujet qui sert d'amorce à ses mystères. Cependant, l'obscurité du commentaire est telle que l'on pense que Dee l'a utilisé comme une sorte de manuel pour une explication plus détaillée du Hiéroglyphe qu'il donnerait en personne. En l'absence de tout détail restant de cette explication, la pleine signification du glyphe peut ne jamais être connue.

## Influence
L'existence du hiéroglyphe relie Dee au Rosicrucianisme, mais ce lien reste obscur. Le hiéroglyphe apparaît sur une page du  Manifeste rosicrucien Les Noces Chymiques de Christian Rosenkreutz, à côté du texte de l'invitation au mariage royal donnée à Rosenkreutz qui raconte l'œuvre. Il est en effet au moins possible que Dee ait montré le glyphe à Johannes Valentinus Andreae ou même un associé lors d'une de ses visites en Europe centrale. Cependant, la question de savoir si les affirmations d'Andreae sur la création du traité ont du poids est toujours une question très controversée parmi les chercheurs.
Frances Yates note que l'influence de Dee plus tard « s'est propagée au  Puritanisme dans le Nouveau Monde à travers  John Winthrop, Jr., un alchimiste et un disciple de Dee; Winthrop a utilisé le 'monas' comme marque personnelle ».